# にいもじ
にいもじは佐賀県の郷土料理。ミズイモの芋茎を煮た料理である。いもじの酢の物とも呼ばれる。

## 概要
佐賀の夏に欠かせない料理である。冷蔵庫を用いれば1週間ほど保存できるため、常備菜としても利用されるが、人が集まるお盆の時期のごちそうとしても提供される。
暑いお盆の時期は採れる野菜が少ない時期ではあるが、水芋は旬の時期でもある。酢を用いるため、味付けも夏向きとなっている。佐賀県全域で食されているが、水田がある地域で食べられている料理である。
あく抜きをして下処理をしたミズイモの芋茎を酢、砂糖、薄口醤油、唐辛子で作った煮汁で煮る。

## 名前の由来
佐賀では芋茎のことを「いもじ」と呼ぶ。煮たいもじということから「煮いもじ（にいもじ）」となったと考えられている。